# Bahnhof Wittenburg (Meckl)
Der Bahnhof Wittenburg (Meckl) in Wittenburg (Mecklenburg-Vorpommern), Bahnhofstraße 34, wurde 1894 gebaut. Er liegt an der Bahnstrecke Hagenow Land–Bad Oldesloe, Personenverkehr findet seit 2000 nicht mehr statt.
Das Empfangsgebäude mit Toilettenhaus und der Wasserturm stehen unter Denkmalschutz.

## Geschichte
Das ein- und zweigeschossige verklinkerte Gebäude mit einem zweigeschossigen Mittelteil und zwei Flügelbauten wurde 1894 im Stil der Jahrhundertwende gebaut.
Das Empfangsgebäude wurde nach 2000 durch verschiedene Dienstleister genutzt; heute (2021) steht es leer.
Der Bahnhof war Ende der 1970er bis Anfang der 1980er Jahre ein wichtiges Transportziel für den Bau der Autobahn 24.
Die Bahnstrecke Hagenow Land–Bad Oldesloe (auch Kaiserstrecke genannt) verband die Orte Hagenow, Wittenburg, Ratzeburg und Bad Oldesloe miteinander. Auf Wunsch von Kaiser Wilhelm II. wurde eine neue Trasse entworfen, als direkteste Verbindung von Berlin nach Kiel unter Umgehung von Hamburg. 2000 wurde der inzwischen spärliche Personennahverkehr eingestellt und 2004 wurde der Bahnhof mit der Strecke an den Planungsverband Transportgewerbegebiet Valluhn/Gallin verkauft.
Aktuell wird im Rahmen der „Mobilitätsoffensive Mecklenburg-Vorpommern“ diskutiert, ob der Schienenpersonennahverkehr Hagenow und Zarrentin wieder aufgenommen wird.